# Ethminolia doriae
Ethminolia doriae is een slakkensoort uit de familie van de Trochidae. De wetenschappelijke naam van de soort is voor het eerst geldig gepubliceerd in 1888 door Caramagna als Gibbula doriae.